# Ivry-le-Temple
Ivry-le-Temple là một xã thuộc tỉnh Oise trong vùng Hauts-de-France tây bắc nước Pháp. nước Pháp. Xã này nằm ở khu vực có độ cao trung bình 84 mét trên mực nước biển.